# Бануш, Мария
Мария Бануш (род. Мариоара Бануш рум. Maria Banuș; 10 апреля 1914, Бухарест — 14 июля 1999, Бухарест) — румынская поэтесса, эссеист, прозаик и переводчик.

## Биография
Родилась в 1914 году в еврейской семье в Бухаресте, её родителями были Макс Бануш, бухгалтер, а затем директор филиала банка и его жена Анетт (урождённая Маркус). Из-за её хрупкого здоровья в детском возрасте Мария изучала программу начальной школы с частным учителем, при этом сдавая экзамены в обычной школе с 1920 по 1923 год. С 1923 по 1931 год она училась в средней школе Помпилианского института, а с 1931 по 1934 обучалась на юридическом и литературном факультетах Бухарестского университета.
Как поэтесса дебютировала в подростковом возрасте со стихотворением «14 лет» (14 ani), которое было напечатано в газете «Биле де Папагаль» в 1928 году под псевдонимом Мариоара Банунь. В 1932 году, когда она была студенткой, ее стихи появились в журнале румынского поэта Захария Станку «Ази», также в нем были напечатаны ее переводы поэзии Райнера Мария Рильке и Артура Рембо.
Ее первая книга, «Страна девушек» (Țara fetelor), была напечатана в 1937 году и включала в себя подборку ее собственных стихов, а также переводы из Рильке.
В 1939 году она перестала заниматься литературным творчеством и вошла в антифашистское движение, которое разворачивалось под эгидой запрещенной коммунистической партии Румынии, и этот опыт вспоминается в дневнике, фрагменты которого она опубликовала в 1977 году под названием «Под камуфляжем» (Sub camuflaj). Режим Иона Антонеску времен Второй мировой войны официально запретил всю ее работу как «еврейскую».
После войны и с установлением коммунистического режима она занялась публицистикой общественного мнения, писала для изданий: Gazeta literară, Contemporanul, Steaua и Viața Românească. Ее книги Bucurie (1949), Despre pământ (1954), Ție-,i vorbesc, Americă (1955) и Se arată lumea (1956) были выражением официально соцреализма, она затрагивала темы социалистического строительства, мира и братства между народами.
Эти произведения принесли ей призы и медали, общественное признание, публикацию в школьных учебниках и перевод на иностранные языки. В этот период она переводила поэтов, пользующихся поддержкой властей (Пабло Неруда, Назым Хикмет, Никола Вапцаров), а также классических авторов, таких как Уильям Шекспир, Александр Пушкин и Иоганн Вольфганг фон Гёте. Параллельно она написала несколько коротких поэтических сборников: Torentul (1957), Poezii (1958), Magnet (1962), Metamorfoze (1963) и Diamantul (1965).
В середине 1960-х годов Бану претерпела существенный разрыв со своим прежним стилем. Последующие ее книги, начиная с Tocmai ieșeam din arenă (1967), Portretul din Fayum (1970) и Oricine și ceva (1972), а также Orologiu cu figuri (1984) или Carusel (1989), демонстрируют некоторые из её повторяющихся тем, но также подчеркивают наличие глубоко изменённой вселенной, выраженной трагически или игриво и подчеркивающей степень её лирики.
Получила премию Румынской академии им. Г. Коббука в 1949 году, государственную премию в 1951 году, специальный приз Союза румынских писателей в 1986 году и премию Гердера в 1989 году.